# Neuhäuser-Syndrom
Das Neuhäuser-Syndrom oder Megalokornea-Intelligenzminderung-Syndrom, engl. Megalocornea-Mental Retardation Syndrome oder kurz MMR Syndrome ist eine vererbbare Erkrankung mit Vergrößerung der Hornhaut (Megalokornea), Gesichts-Dysmorphien und epileptischen Anfällen.
Die Bezeichnung bezieht sich auf den Erstautor des Erstbeschriebes von 1975, den deutschen Neuropädiater Gerhard Neuhäuser.
Die Erkrankung ist nicht zu verwechseln mit dem Neuhäuser-Kaveggia-Syndrom (BD-Syndrom) oder dem Temtamy-Shalash-Syndrom.
Anscheinend handelt es sich um eine heterogene Krankheitsgruppe.
Von Verloes und Mitarbeitern wurde nachstehende Typisierung vorgeschlagen:
- Typ I Neuhäuser, rezessiv mit Iris-Hypoplasie und geringeren Anomalien
- Typ II Frank-Temtamy rezessiv mit Kamptodaktylie, Skoliose und Wachstumsverzögerung[6][7]
- Typ III Verloes rezessiv mit normaler Iris, schwerer Muskelhypotonie, Makrozephalie und kleineren Anomalien
- Typ IV möglicherweise Frydman mit normaler Iris, Megalenzephalie und Obesitas.[8]
- Typ V bislang nicht klassifizierbar